# NGC 708
NGC 708 est une vaste galaxie elliptique située dans la constellation d'Andromède. Sa vitesse par rapport au fond diffus cosmologique est de 4 509 ± 23 km/s, ce qui correspond à une distance de Hubble de 66,5 ± 4,7 Mpc (∼217 millions d'al). NGC 708 a été découverte par l'astronome germano-britannique William Herschel en 1786.
NGC 708 est une galaxie active de type Seyfert 2 (Sy 2) et elle présente un jet émettant des ondes radios.
En raison d'une brillance de surface égale à 14,89 mag/am2, on peut qualifier NGC 708 de galaxie à faible brillance de surface (LSB en anglais pour low surface brightness). Les galaxies LSB sont des galaxies diffuses (D) avec une brillance de surface inférieure de moins d'une magnitude à celle du ciel nocturne ambiant.
À ce jour, 19 mesures non basées sur le décalage vers le rouge (redshift) donnent une distance de 71,147 ± 21,815 Mpc (∼232 millions d'al), ce qui est à l'intérieur des valeurs de la distance de Hubble.

## Trou noir supermassif
Selon les auteurs d'un article publié en 2002, la masse du trou noir central de NGC 708 est de 2,88 x 108{\displaystyle M_{\odot }} (108,46{\displaystyle M_{\odot }}).

## Groupe de NGC 669

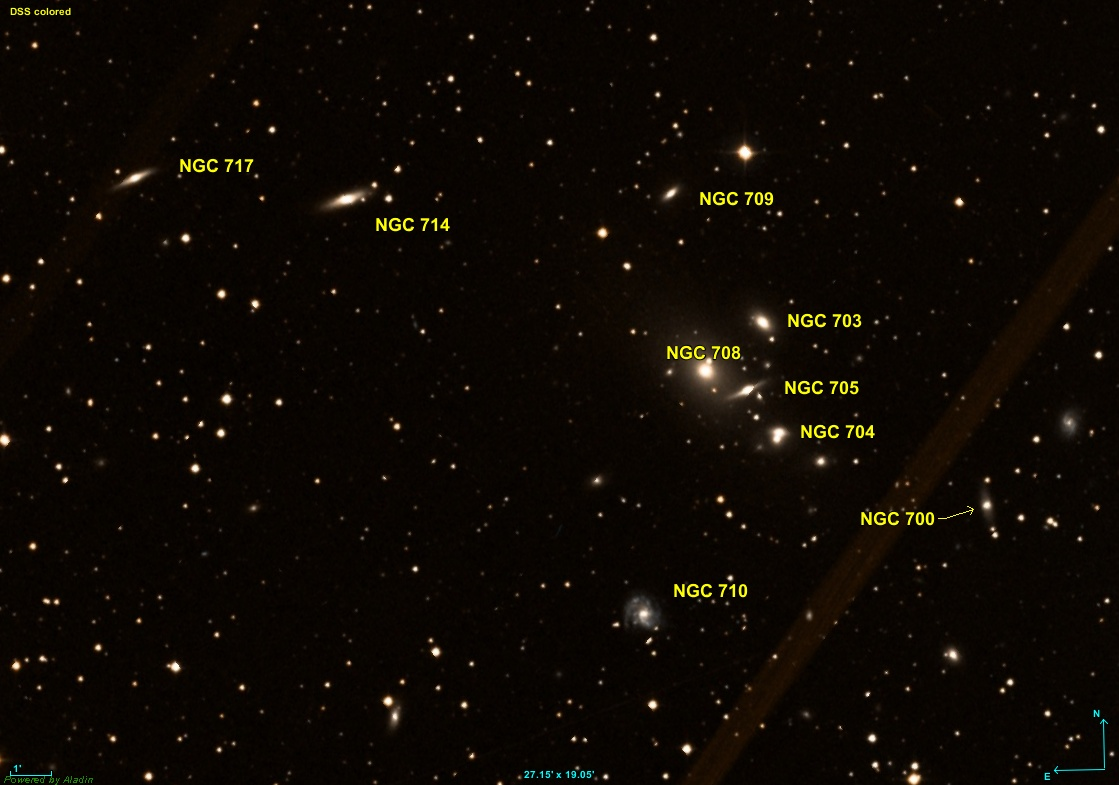
L'amas galactique Abell 262. NGC 759 est en dehors du champ de l'image, à gauche.

NGC 708 fait partie du groupe de NGC 669. Ce groupe comprend plus d'une trentaine de galaxies, dont 15 figurent au catalogue NGC et 3 au catalogue IC.
NGC 708 fait partie de l'amas de galaxies Abell 262, un sous-ensemble du superamas de Persée-Poissons. Les autres galaxies NGC de cet amas qui comprend plus de 100 membres sont : NGC 700, NGC 703, NGC 704, NGC 705, NGC 709, NGC 710, NGC 714, NGC 717 et NGC 759.